# Островецкий сельсовет
Острове́цкий сельсове́т (до 1972 года Древе́никский сельсовет) — упразднённая административная единица на территории Островецкого района Гродненской области Белоруссии.

## История
В 2008 году административный центр был перенесён из Островца в агрогородок Мали. Сельсовет упразднён в 2013 году. Деревни Ковали и Белькишки вошли в состав города Островец. 
Агрогородок Дайлидки, деревни Ажуройсти, Большие Якентаны, Бояры, Малые Якентаны, Мижаны, Милайшуны, Новые Якентаны, Подпрудье, Свирщизна, Субели, Трокели, Юзулина вошли в состав Гервятского сельсовета. Агрогородок Мали, деревни Гуры, Дирмуны, Едоклани, Изабелино, Келейти, Липнишки, Мацканы, Новики, Ольгиняны, Радюли, Филипаны вошли в состав Гудогайского сельсовета.

## Состав
Островецкий сельсовет включал 28 населённых пунктов:
- Ажуройсти — деревня
- Белькишки — деревня
- Большие Якентаны — деревня
- Бояры — деревня
- Гуры — деревня
- Дайлидки — агрогородок
- Дирмуны — деревня
- Едоклани — деревня
- Изабелино — деревня
- Келейти — деревня
- Ковали — деревня
- Липнишки — деревня
- Мали — агрогородок
- Малые Якентаны — деревня
- Мацканы — деревня
- Мижаны — деревня
- Милайшуны — деревня
- Новики — деревня
- Новые Якентаны — деревня
- Ольгиняны — деревня
- Подпрудье — деревня
- Радюли — деревня
- Свирщизна — деревня
- Субели — деревня
- Трокели — деревня
- Филипаны — деревня
- Юзулина — деревня

Упразднённые населённые пункты:
- Микли — деревня